# Jaye Griffiths
Jaye Griffiths, née le 24 septembre 1963, est une actrice britannique.
Griffiths a étudié au Guildhall School of Music and Drama, et est apparue dans de nombreuses émissions télévisées, y compris un premier rôle, dans le rôle de Ros Henderson, dans la série à succès de la BBC Bugs, qui a perduré pendant quatre saisons. Elle joue souvent dans des rôles en lien avec la police ou l'hôpital. Elle a joué dans The Bill, Doctors, Always and Everyone (en), Instinct (en) et Affaires non classées. D'autres crédits, comme Casualty, Between the Lines (en), Drop the Dead Donkey (en), Kingdom (en) et Skins. Elle a également présenté deux séries télévisées : Watch et Storytime.
En 2015, elle a été l'invitée vedette dans un épisode de la série de la BBC Holby City et a joué un membre récurrent de l'UNIT, Jac, dans Doctor Who.
Le 24 février 2016, la BBC a annoncé qu'elle allait jouer la consultante Elle Gardner dans la série de la BBC Casualty et va faire sa première apparition sur l'écran en mai.
Elle apparaît dans Death in paradise (saison 12 épisode 7 « La lettre anonyme » partie 2) dans le rôle de l’agente de l’IGS qui vient déterminer si le Détective Neville Parker (Ralf Little) est coupable de meurtre.